# جانيل باريش
جانيل ميلاني باريش (بالإنجليزية: Janel Meilani Parrish)‏ هي ممثلة ومغنية وكاتبة أغاني وراقصة أمريكية ولدت في يوم 30 أكتوبر 1988 في أواهو في هاواي في الولايات المتحدة لأب من أصل أوروبي وأم صينية الأصل، إشتهرت باريش بعد تمثيلها دور منى فاندرفيل في مسلسل الكاذبات الصغيرات الجميلات، كما مثلت دور جيد في فيلم براتز في سنة 2007، في سنة 2014 شاركت في مسابقة برنامج الرقص مع النجوم في النسخة الأمريكية وحلت في المركز الثالث.

## روابط خارجية
- جانيل باريش على موقع IMDb (الإنجليزية)
- جانيل باريش على موقع ميتاكريتيك (الإنجليزية)
- جانيل باريش على موقع روتن توميتوز (الإنجليزية)
- جانيل باريش على موقع ألو سيني (الفرنسية)
- جانيل باريش على موقع ميوزك برينز (الإنجليزية)
- جانيل باريش على موقع أول موفي (الإنجليزية)
- جانيل باريش على موقع قاعدة بيانات برودواي على الإنترنت (الإنجليزية)
- جانيل باريش على موقع ديسكوغز (الإنجليزية)
- جانيل باريش على موقع قاعدة بيانات الفيلم (الإنجليزية)
- جانيل باريش على موقع كينوبويسك (الروسية)